# Lasiancistrus saetiger
Lasiancistrus saetiger es una especie de peces de la familia Loricariidae en el orden de los Siluriformes.

## Distribución geográfica
Se encuentran en Sudamérica: río Guama.